# وزارة الدفاع الوطني (الجزائر)
وزارة الدفاع الوطني الجزائرية هي هيكل إداري حكومي للدولة الجزائرية المكلفة بالتنظيم الإداري، العملياتي، واللوجستي المتعلق مباشرة بالأمن والجيش الوطني الشعبي الجزائري، تضم الوزارة خمسة أفرع رئيسية للقوات المسلحة وهي القوات البرية والقوات البحرية والقوات الجوية والحرس الجمهوري وقوات النخبة، كما تضم عدة هيئات تابعة منها الاستخبارات العسكرية بالجيش.

## تقديم
تتكون من عدة مبان في مساحة تتجاوز خمسة هكتار، تقع في (Tagarins) قرب فندق الأوراسي في بلدية القصبة في الجزائر العاصمة.
منذ بداية تسلم عبد العزيز بوتفليقة مهامه رئيسا للجمهورية في 27 نيسان عام 1999، تسلم منصب وزير الدفاع الوطني والقائد العام للقوات المسلحة، الوزارة كان يقودها عبد المالك قنايزية الذي تولى منصب وزير منتدب لدى وزير الدفاع الوطني بتاريخ 1 مايو 2005، ثم من قبل الجنرال أحمد قايد صالح منذ 11 سبتمبر 2013 بعد تعديل وزاري.

## المهام والصلاحيات
رئيس الجمهورية هو القائد الأعلى للقوات المسلحة.
وزير الدفاع الوطني مسؤول عن إعداد وتنفيذ سياسة الدفاع. وهو مسؤول بشكل خاص عن البنية التحتية العسكرية والتنظيم والإدارة وتجهيز القوات المسلحة وتجهيزها للعمل وتعبئتها.
لديه سلطة على القوات المسلحة وخدماتها. يضمن توفير وسائل الصيانة والتجهيز والتدريب اللازمة للقوات المسلحة. وهو مسؤول عن أمنها.
وهو أيضًا مسؤول عن:
- التوقعات في مجال الدفاع؛
- السياسة الصناعية والبحثية والسياسة الاجتماعية الخاصة بقطاع الدفاع.

## تاريخ
| الترتيب | وزير الدفاع                                           | قيادة الأركان                                        | مـن               | إلـى               | ملاحظات |
| ------- | ----------------------------------------------------- | ---------------------------------------------------- | ----------------- | ------------------ | --- |
| 1       | هواري بومدين من 27 سبتمبر 1962 إلى 27 ديسمبر 1978     | لا وجود لمنصب رئيس الأركان                           | من 27 سبتمبر 1962 | إلى 4 مارس 1964    | رئيس الجمهورية بن بلة |
| 1       | هواري بومدين من 27 سبتمبر 1962 إلى 27 ديسمبر 1978     | الطاهر زبيري                                         | من 4 مارس 1964    | إلى 1 نوفمبر 1967  | إنشاء قيادة أركان الحرب العامة للجيش وكان الطاهر زبيري أول رئيس لها رئيس الجمهورية أحمد بن بلة رئيس مجلس الثورة هواري بومدين                                                                             |
| 1       | هواري بومدين من 27 سبتمبر 1962 إلى 27 ديسمبر 1978     | المنصب شاغر بعد محاولة الانقلاب الفاشلة للطاهر زبيري | من 1 نوفمبر 1967  | إلى 27 ديسمبر 1978 | رئيس مجلس الثورة هواري بومدين رئيس الجمهورية هواري بومدين |
|         | منصب شاغر وفاة الرئيس هواري بومدين                    | منصب شاغر                                            |                   |                    | مدة شغور منصب وزير الدفاع (شهرًا واحدًا و13 يومًا) |
| 2       | الشاذلي بن جديد من 9 فيفري 1979 إلى 25 جويلية 1990    |                                                      |                   |                    | |
| 2       | الشاذلي بن جديد من 9 فيفري 1979 إلى 25 جويلية 1990    | مصطفى بلوصيف                                         | من 28 نوفمبر 1984 | إلى 22 نوفمبر 1986 | رئيس الجمهورية الشاذلي بن جديد يصدر مرسوم يتضمن إنشاء أركان الجيش الوطني الشعبي وكان اللواء مصطفى بلوصيف أول رئيس للأركان بعد إلغاء مرسوم سنة 1964 المتعلق بإنشاء أركان الحرب العامة للجيش الوطني الشعبي |
| 2       | الشاذلي بن جديد من 9 فيفري 1979 إلى 25 جويلية 1990    | عبد الله بلهوشات                                     | من 22 نوفمبر 1986 | إلى 9 نوفمبر 1988  | رئيس الجمهورية الشاذلي بن جديد |
| 2       | الشاذلي بن جديد من 9 فيفري 1979 إلى 25 جويلية 1990    | خالد نزار                                            | 16 نوفمبر 1988    | 25 جويلية 1990     | رئيس الجمهورية الشاذلي بن جديد |
| 2       | الشاذلي بن جديد من 9 فيفري 1979 إلى 25 جويلية 1990    | عبد المالك قنايزية                                   | من 25 جويلية 1990 | إلى 10 جويلية 1993 | رئيس الجمهورية الشاذلي بن جديد رئيس المجلس الأعلى للدولة محمد بوضياف رئيس المجلس الأعلى للدولة علي كافي                                                                                                  |
| 3       | خالد نزار 25 جويلية 1990 10 يوليو 1993                | عبد المالك قنايزية                                   | من 25 جويلية 1990 | إلى 10 جويلية 1993 | رئيس الجمهورية الشاذلي بن جديد رئيس المجلس الأعلى للدولة محمد بوضياف رئيس المجلس الأعلى للدولة علي كافي                                                                                                  |
| 4       | اليمين زروال من 10 يوليو 1993 إلى 27 أفريل 1999       | محمد العماري                                         | من 10 جويلية 1993 | إلى 3 أوت 2004     | فراغ دستوري يحكم الدولة المجلس الأعلى للدولة (عين وزير الدفاع ثم انتخب رئيس جمهورية من 16 نوفمبر 1995 إلى 27 أبريل 1999)                                                                                 |
| 5       | عبد العزيز بوتفليقة من 17 جوان 2002 إلى 02 أفريل 2019 |                                                      |                   |                    | |
| 5       | عبد العزيز بوتفليقة من 17 جوان 2002 إلى 02 أفريل 2019 | محمد العماري                                         | من 10 جويلية 1993 | إلى 3 أوت 2004     | وزير الدفاع ورئيس للجمهورية (قيل اشترط صلاحية وزير الدفاع) |
| 5       | عبد العزيز بوتفليقة من 17 جوان 2002 إلى 02 أفريل 2019 | أحمد قايد صالح                                       | من 3 أوت 2004     | إلى 2 أبريل 2019   | رئيس الأركان الجيش الوطني الشعبي |
| 6       | عبد القادر بن صالح                                    | أحمد قايد صالح                                       | من 2 أبريل 2019   | إلى 19 ديسمبر 2019 | رئيس الدولة السيد عبد القادر بن صالح |
| 7       | عبد المجيد تبون                                       | أحمد قايد صالح                                       | من 19 ديسمبر 2019 | إلى 23 ديسمبر 2019 | رئيس الأركان الجيش الوطني الشعبي |
| 7       | عبد المجيد تبون                                       | السعيد شنقريحة                                       | من 23 ديسمبر 2019 | إلى الآن           | رئيس الأركان الجيش الوطني الشعبي |

## وصلات خارجية
- الموقع الرسمي لوزارة الدفاع الوطني الجزائري
- الصفحة الرسمية لوزارة الدفاع الوطني الجزائرية على فيس بوك
- تاريخ الجيش الجزائري من 1954 إلى يومنا هذا
- تقرير لمؤسسة (غلوبال فاير بوور) - الجيش الجزائري ضمن أقوى 17 جيشا في العالم 2017
- إغراءات روسيا فوق مكتب الفريق قايد - روسيا ترغب في بيع طائرات وصواريخ حديثة للجزائر
- الجزائر أول مستورد للأسلحة العسكرية في إفريقيا